# 昆仑镇 (南宁市)
昆仑镇，是中华人民共和国广西壮族自治区南宁市兴宁区下辖的一个乡镇级行政单位。

## 行政区划
昆仑镇下辖以下地区：
九塘社区、昆仑村、群星村、联光村、太昌村、八塘村、黄宣村、富兴村和平地村。